# Gotlands Fotbollförbund
Der Gotlands Fotbollförbund (dt. Fußballverband von Gotland) ist ein regionaler Fußballverband in Schweden. Er ist einer der 24 Mitgliedsverbände des Svenska Fotbollförbundet. Er hat seinen Sitz in Visby, Gotlands län und organisiert den Fußballspielbetrieb in der ehemaligen Provinz Gotland. Der Verband wurde am 27. März 1921 gegründet und besteht derzeit aus 32 Mitgliedern und wird durch Hans Rosengren geleitet.

## Mitgliedsvereine
| - Barlingbo IF - Dalhem IF - Eskelhems GoIF - Fardhem IF - Fårösunds GOIK - FC Copa - FC Gute - Garda IK - Gothems GoIF - Gotlands Bro SK - Hangvar SK | - Hemse BK - IF Hansa-Hoburg - IFK Visby - IK Graip - Kappelshamns IK - Klintehamns IK - Lärbro IF - Levide IF - När IF - P18 DFF - P18 IK | - Roma IF - Rone GoIK - Stenkyrka IF - Vänge IK - Väskinde AIS - Visby AIK - Visby AIK TFF - VSB FF - Wall IF - Wisby Innerstad FK |

## Ligabetrieb
(Quelle:)

### Herren
- Division 4 – eine Liga
- Division 5 – eine Liga
- Division 6 – eine Liga

Daneben organisiert der Verband auch eine Nachwuchsliga und eine Alt-Herren-Liga.

### Damen
- Division 4 – eine Liga